# FM Towns

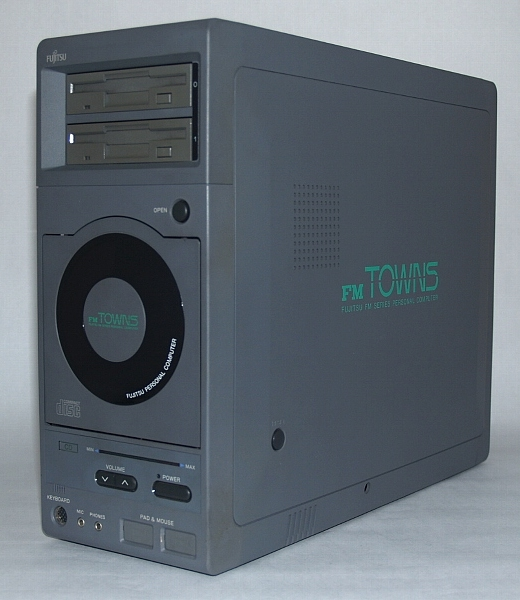
FM Towns modèle 2F

Le système FM Towns (aussi typographié FM-Towns, FM TOWNS ou FM-TOWNS) est une variante de PC d'origine japonaise construite par Fujitsu de février 1989 à l'été 1997. Il a débuté en tant que variante de PC axée sur le multimédia et le jeu vidéo ; mais plus tard, il devint plus compatible avec les PC habituels. En 1993, la FM Towns Marty, une console de jeu compatible avec les jeux du FM Towns, fut développée.
Le nom « FM Towns » provient du nom de code donné au système durant son développement, « Townes » ; il fut choisi en hommage à Charles Townes, l'un des lauréats du Prix Nobel de physique 1964, suivant la coutume de l'époque adoptée par Fujitsu de prendre les noms de nobelisés pour nom de code de leurs produits. La lettre « e » de « Townes » fut supprimée quand le système entra en production afin de ne pas faire d'erreur dans la prononciation du mot. Le « FM » fut ajouté en tant qu'acronyme de « Fujitsu Micro ».

## Détails
Plusieurs variantes furent créées ; la première était basée sur le processeur Intel 80386DX fonctionnant à une fréquence d'horloge de 16 MHz, avec la possibilité d'ajouter un coprocesseur Intel 80387 FPU, incluant un ou deux mégaoctets de mémoire vive (avec un maximum de 64 MB), un ou deux lecteurs de disquette 3.5" et un lecteur CD-ROM simple vitesse. Il était vendu avec une manette de jeu, une souris et un microphone.
Le système d'exploitation (OS) utilisé était Windows 3.0, 3.1 et 95, ainsi que l'interface graphique appelée Towns OS, basée sur MS-DOS et l'extension DOS de Phar Lap (RUN386.EXE). La plupart des jeux développés pour le système étaient écrits dans les modes protégés Assembleur et C utilisant le DOS extender DOS de Phar Lap. Ces jeux utilisaient le Towns OS AP (TBIOS) afin d'émuler certains modes graphiques, sprites, sons, la souris, les contrôleurs de jeu et les CD audio.
Un système DOS minimal qui permettait d'accéder au lecteur de CD-ROM était contenu dans un système ROM ; cela, couplé à la décision de Fujitsu de prendre en charge un minimum de frais de licence afin d'inclure des bare-bones Towns OS sur les CD-ROM de jeux, permettait ainsi aux développeurs de créer des jeux bootables directement à partir du CD-ROM, sans passer par une disquette boot ni le disque dur.
Diverses versions de Linux ont aussi été portées sur le système FM Towns, comme Debian et Gentoo.

## Graphismes
Le FM Towns incluait des modes graphiques allant de 320*240 à 640*480 pixels, et de 16 à 32768 couleurs simultanées au sein d'une palette allant de 4096 à 16,7 millions (selon le mode graphique) ; la plupart de ces modes graphiques avaient deux pages de mémoire, et cela permettait l'utilisation maximale de 1024 sprites de 16*16 pixels chacun. Ils contenaient aussi dans leur mémoire morte la possibilité d'afficher les caractères Kanji.

## Son
Le système FM Towns était capable de faire fonctionner les CD audio, et supportait aussi l'utilisation de 8 voix PCM et de 6 canaux FM grâce, respectivement, à la RF5C68 de Ricoh et la YM2612 de Yamaha.